# Eris O’Brien
Eris Norman Michael O’Brien (ur. 20 września 1895 w Condobolin, zm. 28 lutego 1974) – australijski duchowny rzymskokatolicki, w latach 1953-1966 arcybiskup Canberry-Goulburn.

## Życiorys
Święcenia kapłańskie przyjął 30 listopada 1918 w archidiecezji Sydney, udzielił ich mu ówczesny delegat apostolski w Australii abp Bartolomeo Cattaneo. 5 lutego 1948 papież Pius XII mianował go biskupem pomocniczym archidiecezji ze stolicą tytularną Alinda. Sakry udzielił mu 6 kwietnia 1948 delegat apostolski abp Giovanni Panico, późniejszy kardynał. 11 stycznia 1951 został arcybiskupem ad personam i otrzymał nową stolicę tytularną Cyrrhus. 16 listopada 1953 został arcybiskupem diecezjalnym Canberry-Goulburn. Zrezygnował z tego stanowiska 29 listopada 1966 i otrzymał godność arcybiskupa tytularnego Apamea in Syria. Zmarł 28 lutego 1974 w wieku 78 lat.